# جيني بيترسون
جيني بيترسون (بالإنجليزية: Jeannie Peterson)‏ هي دبلوماسية أمريكية، ولدت في 18 فبراير 1940 في ساتونس باي في الولايات المتحدة.